# Charadronota pectoralis
Charadronota pectoralis är en skalbaggsart som beskrevs av Bainbridge 1842. Charadronota pectoralis ingår i släktet Charadronota och familjen Cetoniidae. Inga underarter finns listade i Catalogue of Life.